# Peugeot 1007
Peugeot 1007 je malý třídveřový MPV
automobil vyráběný francouzskou automobilkou Peugeot. Vyrábí se od roku 2005. Byl vyvinut z konceptu, který byl poprvé představen na autosalonu v Paříži roku 2002. Je to první automobil Peugeot, který má název s čtyřciferným číslem. Vůz je charakteristický svými posuvnými dveřmi.

## Motory
| Objem                       | Typ | Výkon            |
| --------------------------- | --- | ---------------- |
| 1,4 L (1360 cm³)            | TU3 | 55 kW (74 koní)  |
| 1,4 L HDi diesel (1398 cm³) | DV4 | 50 kW (68 koní)  |
| 1,6 L (1587 cm³)            | TU5 | 81 kW (110 koní) |